# Gupta Technologies
Gupta Technologies ist der allgemein bekannte Name eines 1984 gegründeten Unternehmens, welches Datenbankmanagementsysteme (DBMS) und Entwicklungsumgebungen entwickelt. In den 1990er-Jahren lautete der Name des Unternehmens vorübergehend Centura, die bekanntesten Produkte sind das DBMS SQLBase und die 4GL-Entwicklungsumgebung Gupta Team Developer (auch Gupta TD). Nach einem Konkurs und dem mehrfachen Verkauf an verschiedene Investoren gehört Gupta heute dem Softwarehaus Open Text Corp. Zwischenzeitlich gehörte Gupta der Unify Corporation, die 2010 mit Daegis fusionierte. Von Juli 2011 bis 2015 firmierte das Unternehmen als Daegis Inc. Ab 2015 gehört Gupta zur OpenText Corp.

## Unternehmenshistorie

### Gründung und Eigentümerwechsel
Gupta Technologies wurde im Jahre 1984 von den ehemaligen Oracle-Managern Umang Gupta und Bruce Scott gegründet. Ab 1997 hieß das Unternehmen Centura und hatte seinen Sitz in Redwood Shores in Kalifornien. Im Februar 2001 wurden die Datenbank und Tools Produktgruppe von Centura vom Investor Platinum Equity übernommen, der es im August 2001 unter dem früheren Namen Gupta wiederaufleben ließ. Am 31. Januar 2005 wurde Gupta Technologies, LLC von einem weiteren Investor, der Warp Technology Holdings, Inc. gekauft. Am 24. Mai 2005 änderte das Unternehmen den Firmennamen in Halo Technology Holdings, Inc. Am 14. September 2006 wurde Gupta Technologies LLC an das Softwarehaus Unify Corporation in Kalifornien verkauft, das am 29. Juni 2010 die Fusion mit Daegis, einem US-amerikanischen Anbieter von Software zur Beweissicherung in Gerichtsverfahren, bekannt gab. Mit der Namensänderung auf Daegis Inc. am 6. Juli 2011 scheinen sich Befürchtungen von Gupta-Anwendern zu bestätigen, dass die neu hinzugekommene Anwendungssoftware den zukünftigen Schwerpunkt der geschäftlichen Tätigkeit bilden soll.
Im November 2012 wurde die Datenbank- und Entwicklungswerkzeug-Gruppe in Gupta Technologies umbenannt. Im Jahr 2015 gab es einen erneuten Eigentümerwechsel, es wurde die Daegis Inc. durch die OpenText Corp. übernommen.

### Geschäftsentwicklung und Märkte
Mitte der 1990er-Jahre machte Gupta mit 500 Mitarbeitern rund 60 Mio. US-$ Umsatz weltweit. In den späten 1990er Jahren war das Geschäftsergebnis rückläufig. Seit der Übernahme von Gupta durch Unify wurden durchwegs steigende Ergebnisse sowohl für Unify als ganzes und auch steigende Umsätze für die Datenbank und Toolssparte gemeldet.
Umsätze seit 2007. Das Geschäftsjahr von Unify Corporation erstreckt sich von Mai–April.
- 2007, 11,2 Millionen US$[8]
- 2008, 19,8 Millionen US$[9]
- 2009, 20,6 Millionen US$[10]
- 2010, 28,6 Millionen US$[11]
- 2011, 47,0 Millionen US$[12]

Neben den USA bildet Europa und hier vor allem der deutschsprachige Raum den wichtigsten Markt für Gupta. Die meisten Anwender setzen die 4GL-Entwicklungsumgebung Team Developer zusammen mit anderen relationalen Datenbanken ein. Im Workgroupsegment und bei Anwendungen im mobilen Bereich findet man öfter auch die Gupta-eigene Datenbank SQLBase.
Die Entwicklung der eingesetzten Lösungen reicht oft bis in die 90er-Jahre zurück, seit der Übernahme von Gupta durch Unify im Jahre 2006 werden verstärkt neue Projekte mit Team Developer in Angriff genommen. Nach der Übernahme von Gupta durch Unify wurde sehr stark in die Produktlinien Team Developer und SQLBase investiert. Seit 2006 wurden Team Developer 5.1, Team Developer 5.2, Team Developer 6.0 und Team Developer 6.1 neu auf den Markt gebracht. In der gleichen Zeit sind die SQLBase Produktversionen SQLBase 11.0, SQLBase 11.5 und SQLBase 11.6 erschienen.

## Die wichtigsten Produkte

### SQLBase
SQLBase ist ein relationales Datenbankmanagementsystem (Programm zur Verwaltung der Datenbanken). Gemeinsam mit der Deutschen Bank entwickelte Centura für die Version 7.5 einige Plugins, die Daten in der Datenbank 56- bzw. 128-bit verschlüsselt ablegen. Aktuelle Version ist SQLBase 12.3.

### SQLWindows / Team Developer
SQLWindows ist der ursprüngliche Name eines GUI-Frontends mit 4GL-Entwicklungsumgebung, das die SQLBase ab 1988 ergänzte. Damit zählte SQLWindows zu den ersten grafischen Entwicklungswerkzeugen für Microsoft Windows. Ab Ende der 90er-Jahre wurde die Entwicklungsumgebung als Centura Team Developer bzw. dann Gupta Team Developer bezeichnet. Aktuelle Version ist Team Developer 7.4.
Zu dem Paket gehören einige Programme und Werkzeuge für Software-Entwickler. Die Programmiersprache SAL (Scalable Application Language – vormals SQLWindows Application Language), die teilweise an BASIC erinnert, stellt eigene Funktionen zur Dialogprogrammierung, für Datenbanktransaktionen und das Reporting mit allen bekannten Datenbanksystemen zur Verfügung. Ein einfaches Beispiel:
```
Call SqlImmediate( "SELECT Wert FROM Tabelle1 INTO :nWert WHERE ID = 1" )
```

Diese Programmzeile liest den Inhalt der Tabellenspalte Wert in die Variable nWert für eine Zeile der Tabelle Tabelle1, in der sich in der Spalte ID der Wert 1 befindet.
Die Programme werden kompiliert, dabei entsteht allerdings nicht ein Code in der Maschinensprache, sondern ein Zwischencode, welcher vom Computer mithilfe der Runtime-Umgebung interpretiert wird.
Die objektorientierten Programme können aus mehreren Modulen bestehen, die von unterschiedlichen Mitgliedern eines Teams der Entwickler unabhängig bearbeitet werden können. Zur Verwaltung der Programmmodule und Druckvorlagen (sog. Reports) dient ein Hilfsprogramm, der Team Object Manager.
Report Builder ist ein Hilfsprogramm zum Anlegen und Bearbeiten der Druckvorlagen (sog. Reports). Die erzeugten Dateien haben für gewöhnlich die Endung .qrp (Siehe auch: Liste von Dateinamenserweiterungen)
Unter den Entwicklern galt die Entwicklungsumgebung in den späten 1990er Jahren als fehlerbehaftet. Seit 2001 hat sich die Qualität stark verbessert und entspricht Industriestandards. Nach einigen Turbulenzen um zurückgezogene Softwareversionen kann die Anfang 2010 aktuelle Version Team Developer 5.2 als stabil gelten. Im Oktober 2010 wurde der Team Developer 6.0 herausgebracht, der .NET Windows Presentation Foundation Anwendungen unterstützt.

## Die Zukunft von Team Developer-Anwendungen
Der zunehmende Wunsch der Kunden, ihre Gupta-Anwendungen ganz nach Microsoft .NET zu überführen und dort in SAL mit modernen Mitteln weiterzuentwickeln, gab den Ausschlag für die Akquise des Software-Modernisierungs-Unternehmens Active Data Corp. (ADC) durch Unify im Mai 2007. Mit dem Erscheinen von Team Developer 6.0 reiht sich der Hersteller Unify in die Liste derjenigen Unternehmen ein, die native .NET Anwendungen mit ihrer Entwicklungssprache ermöglichen. Die .NET Version von Unify steht seit Herbst 2010 zur Verfügung.
Team Developer 6.0 .NET hat folgende Funktionalitäten
- Echter .NET Compiler für die Team Developer SAL Sprache
- WPF Anwendungen die als Desktop oder als Browser Anwendungen laufen können
- Integration bestehender .NET Klassen die mit anderen .NET Sprachen entwickelt wurden
- Bereitstellung von .NET Klassen die aus anderen .NET Sprachen verwendet werden können
- DBPipe Technologie für .NET WPF Browser Anwendungen ohne Datenbankclient

Team Developer 6.1 .NET, erschienen im März 2012 hat die .NET Funktionalität deutlich erweitert.
- Entwicklung und Bereitstellung von .NET Web Services
- Konsumieren von Web Services aus .NET Anwendungen
- .NET Version 4 Unterstützung
- DBPipe Technologie für .NET WPF Desktop Anwendungen für den Einsatz von Anwendungen ohne lokal installierte Datenbanktreiber